# Litenčice
Litenčice (německy Litentschitz) jsou městys v okrese Kroměříž ve Zlínském kraji, 17 km jihozápadně od Kroměříže. Žije zde 483 obyvatel. Ve vesnici se nachází zámek a kostel. 

## Název
Jméno vesnice bylo odvozeno od osobního jména Lutenek (v jehož základu je jmenný kořen lut- - "lítý, zuřivý"). Původní podoba jména byla Lutenčici (v nejstarším písemném dokladu z roku 1131 je tvar (6. pádu) Lutincicih) a bylo to pojmenování obyvatel vsi s významem "Lutenkovi lidé". Písemné doklady od 14. století ukazují provedení pravidelné hláskové změny u > i po měkkých souhláskách (počáteční L- bylo měkké).

## Historie
První písemná zmínka o obci pochází z roku 1131. Dne 23. října 2007 byl obci vrácen status městyse. Do roku 2018 byl starostou městyse Josef Smažinka, v roce 2018 byl po volbách zvolen Petr Valach.
V roce 2018 bylo dokončeno zázemí pro místní hasiče a tím je nová hasičská zbrojnice nedaleko kostela.

## Obyvatelstvo

### Struktura
Vývoj počtu obyvatel za celou obec i za jeho jednotlivé části uvádí tabulka níže, ve které se zobrazuje i příslušnost jednotlivých částí k obci či následné odtržení.
| Místní části   | Místní části   | 1869 | 1880 | 1890 | 1900 | 1910 | 1921 | 1930 | 1950 | 1961 | 1970 | 1980 | 1991 | 2001 | 2011 | 2018 | 2019 |
| -------------- | -------------- | ---- | ---- | ---- | ---- | ---- | ---- | ---- | ---- | ---- | ---- | ---- | ---- | ---- | ---- | ---- | ---- |
| Počet obyvatel | část Litenčice | 945  | 1097 | 1030 | 1023 | 1072 | 1008 | 964  | 796  | 755  | 665  | 542  | 469  | 466  | 494  | 481  | 473  |
| Počet domů     | část Litenčice | 156  | 177  | 185  | 184  | 194  | 199  | 202  | 209  | 187  | 190  | 168  | 184  | 197  | 199  | -    | -    |

## Správa městyse

### Části městyse
- Litenčice
- Strabenice

Od 1. ledna 1986 do 30. června 1990 k městysi patřily i Kunkovice.

## Pamětihodnosti
- Zámek Litenčice
- Kostel svatého Petra a Pavla
- Kaplička svaté Anny směrem na Lísky
- Litenčický jasan
- Významná paleontologická lokalita třetihorního stáří (např. Picavus)

## Galerie

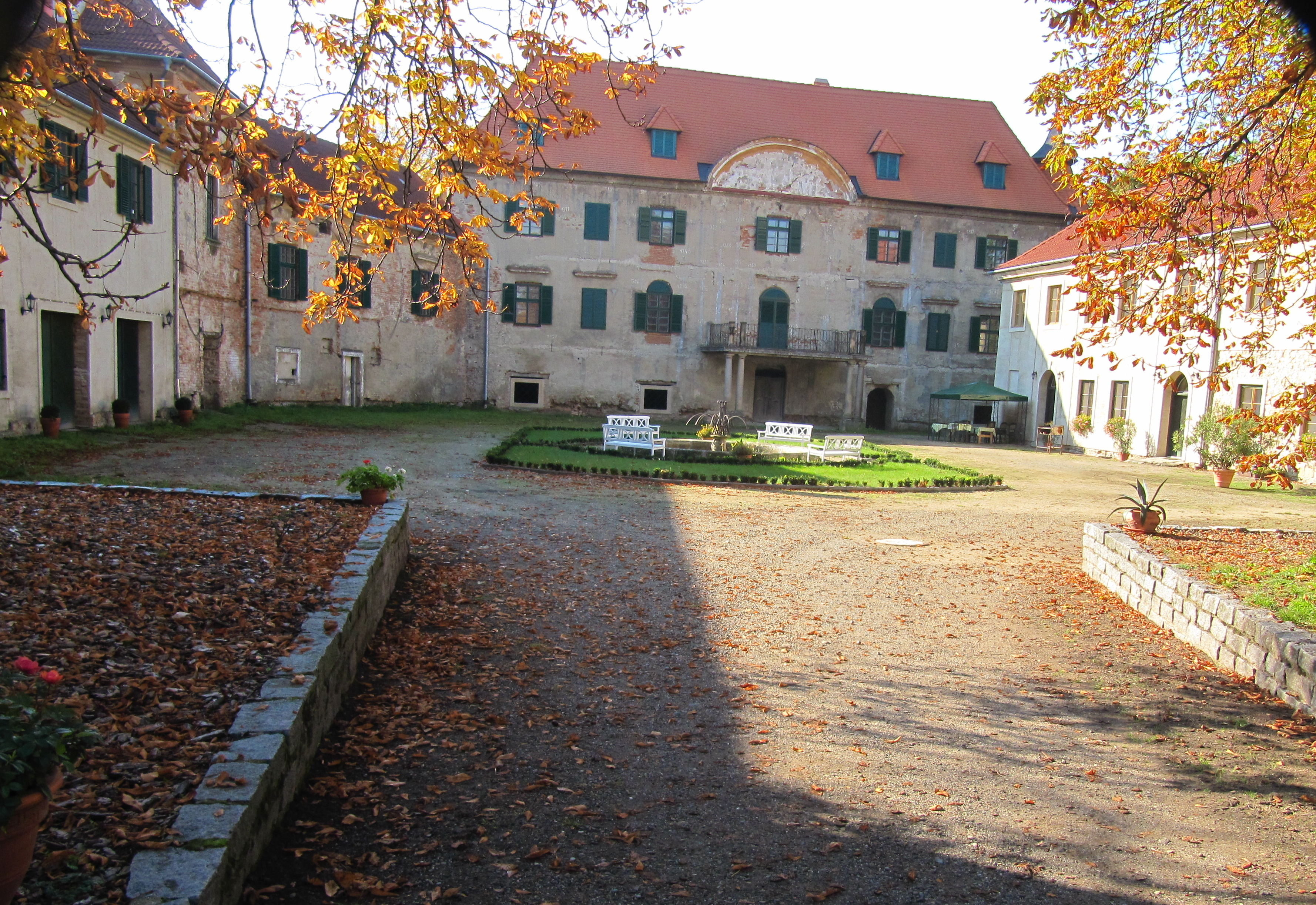
Zámek, majetek rodu Podstatzkých
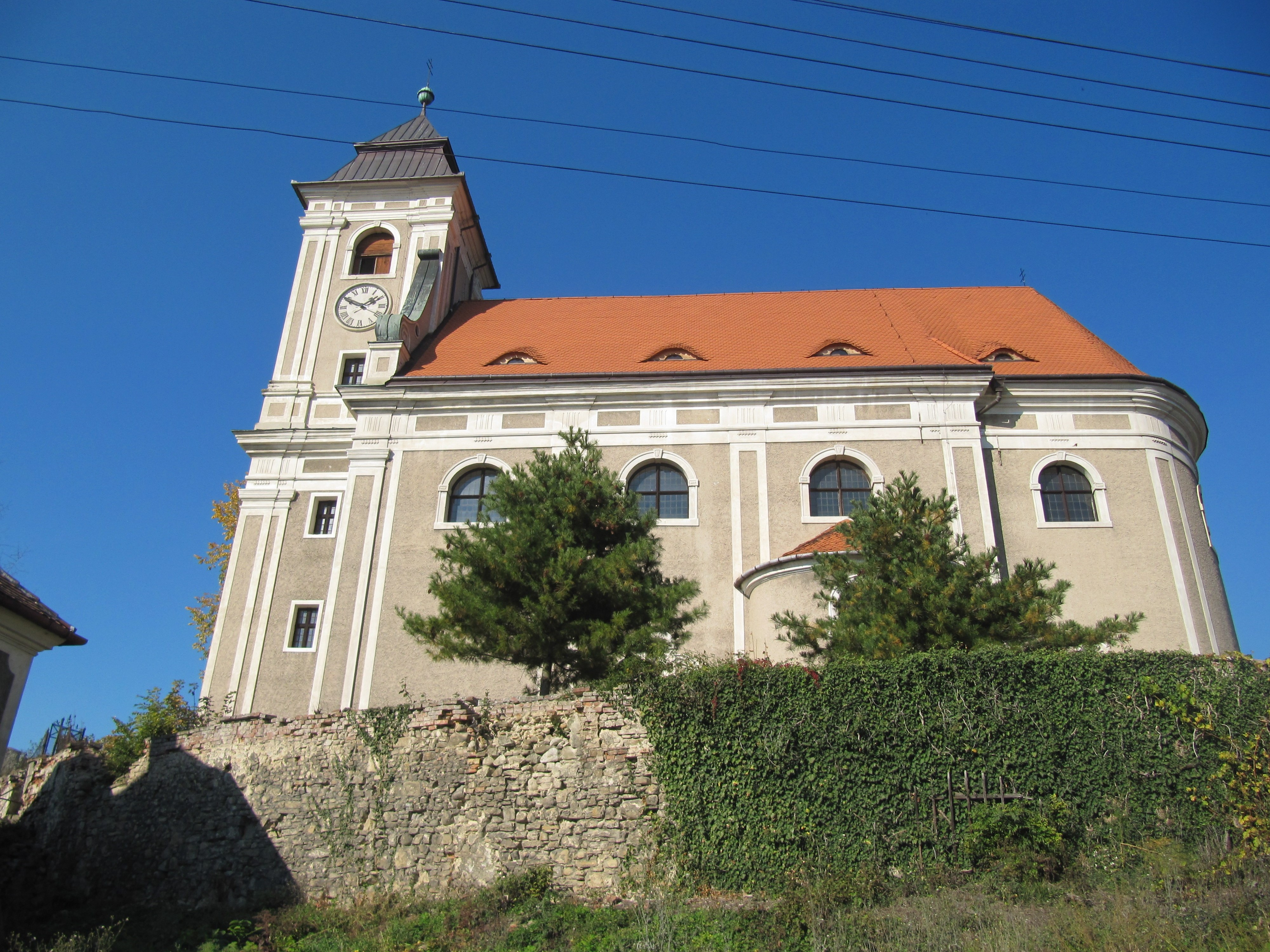
Kostel svatých Petra a Pavla
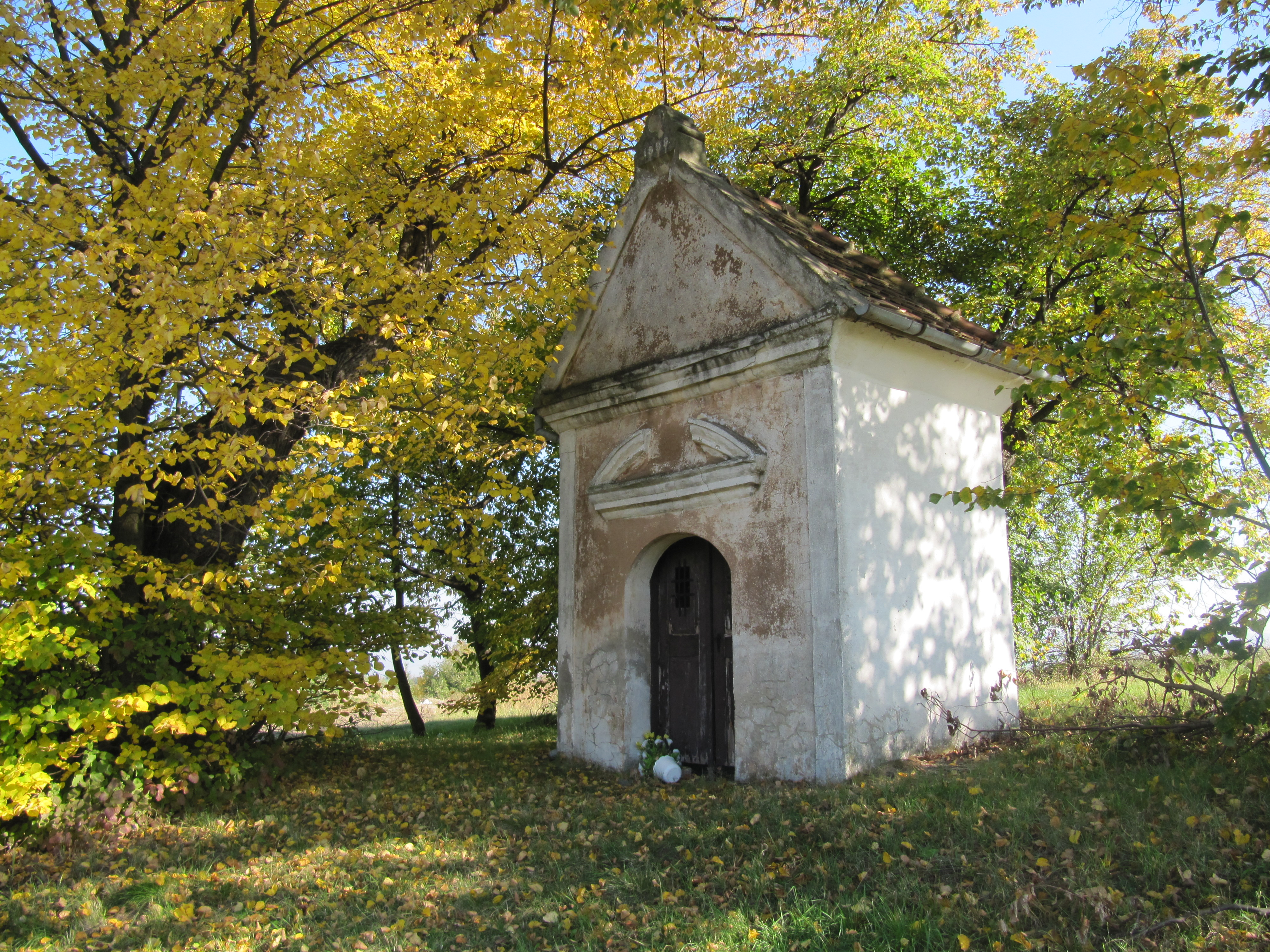
Kaple svaté Anny
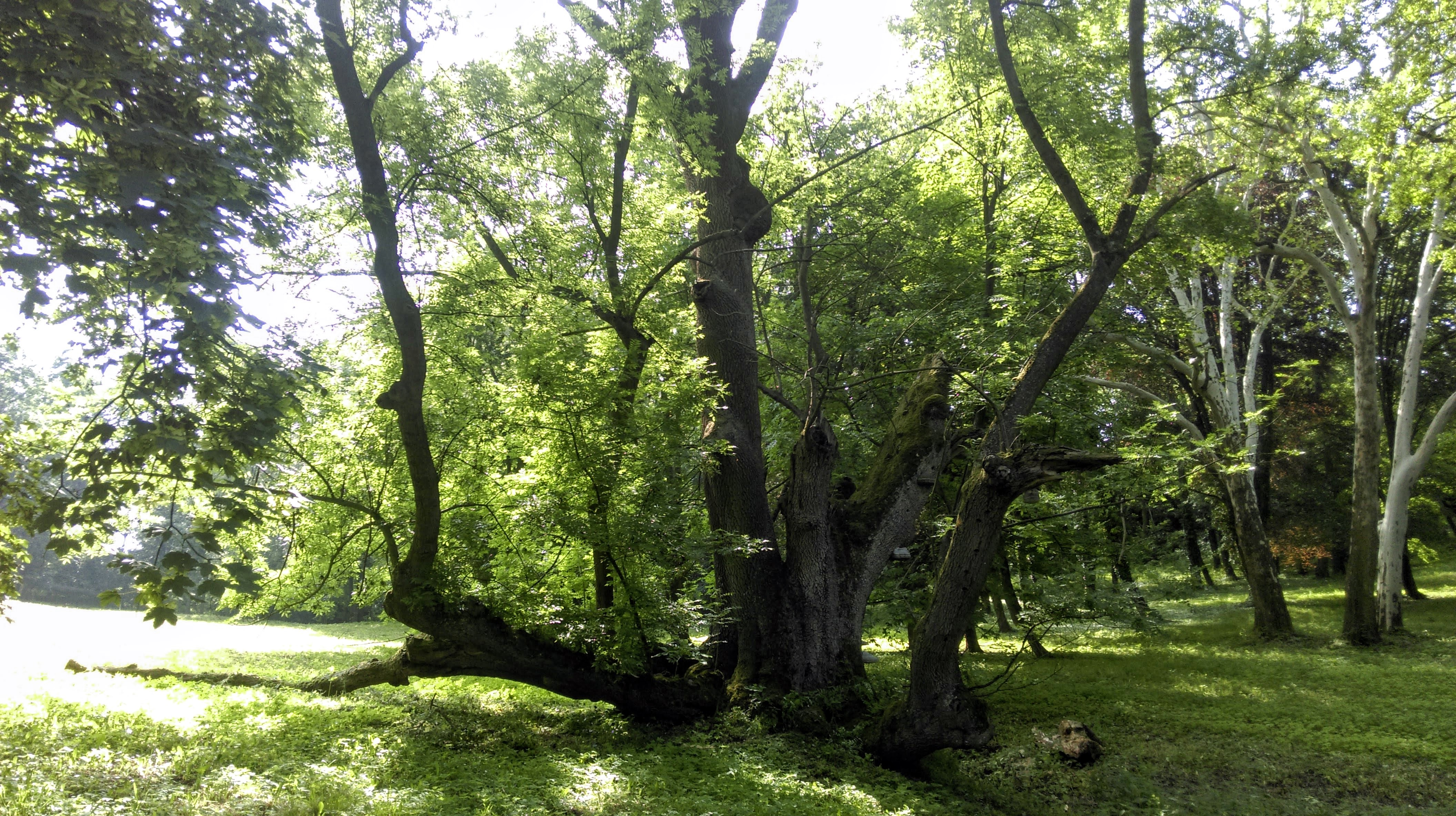
Litenčický jasan
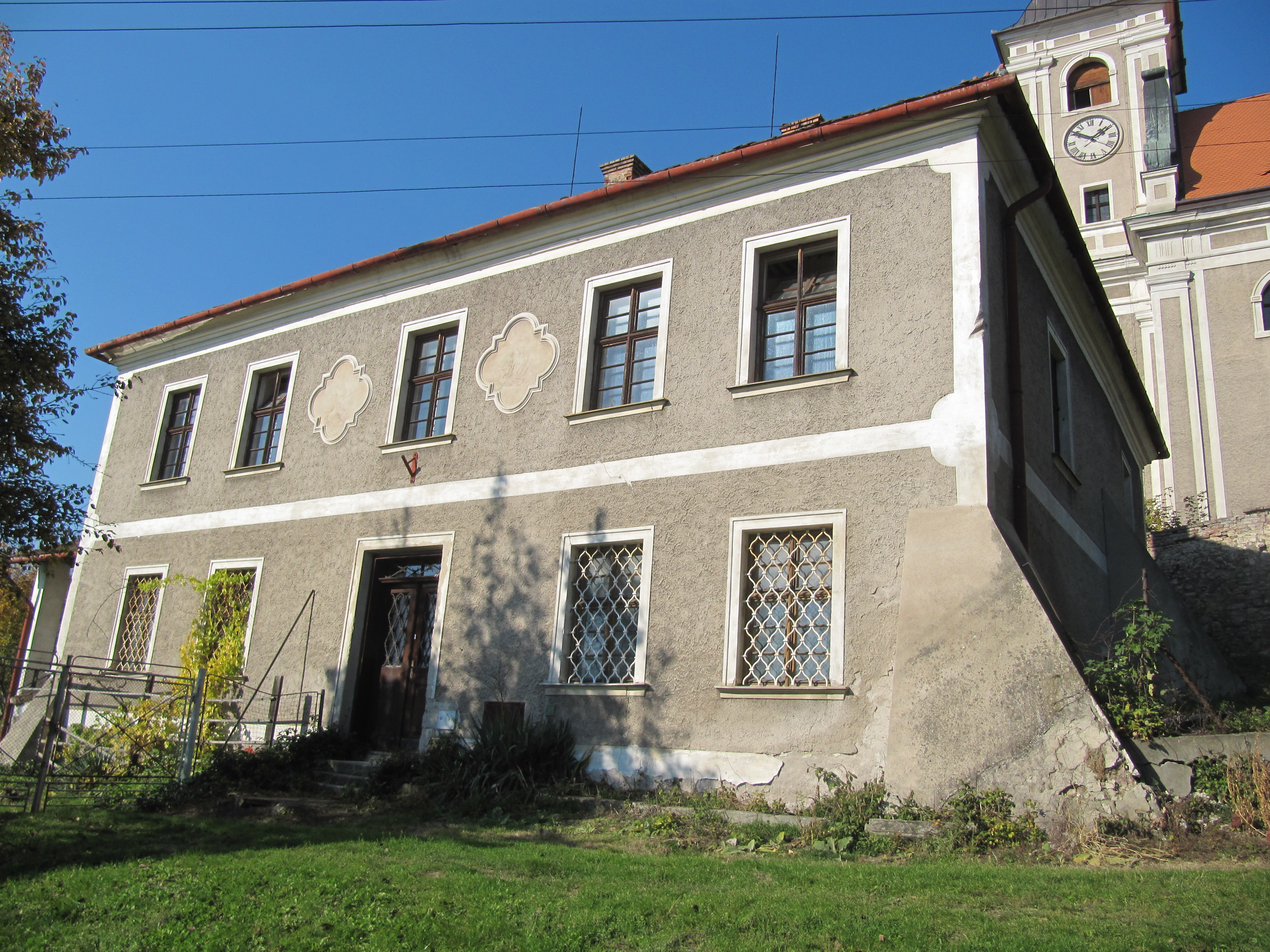
Fara
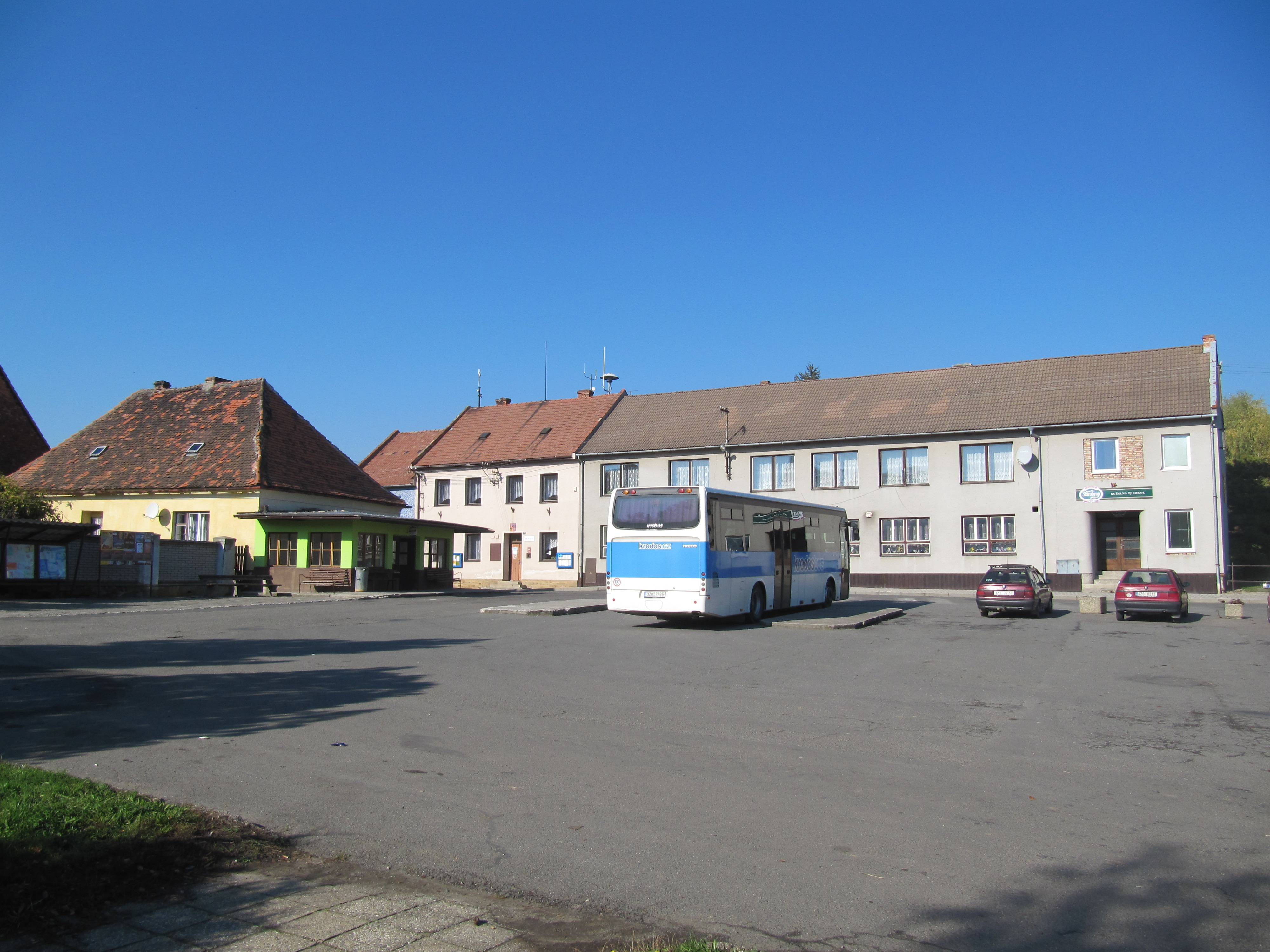
Náměstí s úřadem městyse a stanovištěm autobusů